# Ecco
ECCO Sko A/S — данська взуттєва компанія, заснована в 1963 році Карлом Тусбі в Бредебро

## Історія
1963 - Карл Тусбі, керівник взуттєвої фабрики в Копенгагені, вирішив заснувати власний бізнес, для чого придбав порожній завод у Бредебро в Південній Данії.
1970 - нова колекція продемонструвала інноваційний підхід компанії у виробництві взуття і визначила русло подальшого розвитку компанії - пошук нових ідей та технологій.
1974 - в Бразилії засновано виробництво верьхньої частини взуття.
1984 - в Португалії відкрита фабрика з виробництва взуття.
1990 - компанія відкриває власне представництво в США.
1991 - відкрилося представництво в Росії.
2002 - відкриваються дочірні підприємства в Бельгії, Гонконзі і Польщі.
2005 - відкрито завод в Китаї.
2009 - світу представлена унікальна лінійка взуття BIOM — взуття для активного способу життя, що розроблялася спільно з інститутом біомеханіки в Кельні.

## Власники та керівництво
Компанія ECCO й досі належить родині Тусбі. З 2004 Карла Тусбі, Ханні Тусбі Каспшак і її донька Бірте є єдиними власниками ECCO і представниками наглядової ради. Її чоловік, Дітер Каспшак, є президентом компанії.

## Діяльність
Взуття ECCO продається в більш ніж 90 країнах світу. Компанія володіє чотирма шкіряними заводами у Нідерландах, Таїланді, Індонезії та Китаї. Близько 85 % взуття ECCO виготовляється у власних взуттєвих фабриках в Португалії, Словаччині, Таїланді, Індонезії і Китаї. 15 % — за ліцензією в ряді країн, включаючи Індонезію, Китай та Індію. У 2008 році на фабриках компанії ECCO було виготовлено 13,117 млн пар взуття.

## Бізнес в Російській Федерації
У березні 2022 року генеральний директор ECCO Панос Мітарос разом із радою директорів і сімейними власниками вирішив продовжувати свою діяльність у Росії, незважаючи на триваючу війну в Україні та колективну економічну війну, включаючи жорсткі санкції проти Росії з боку Європейського Союзу і Сполучених Штатів. Як наслідок, починаючи з 16 квітня 2023 року, ECCO втратила свій 30-річний статус постачальника королівської родини Данії.